# المؤسسة العامة للتقاعد
المؤسسة العامة للتقاعد هي مؤسسة حكومية سعودية سابقة، كانت تتبع إداريا وزارة المالية السعودية، وعنيت المؤسسة بتوفير المعاشات التقاعدية للموظفين الذي عملوا في القطاعين المدني والعسكري الحكومي، كما عنيت  بإدارة جميع شئون التقاعد في المملكة العربية السعودية، وقامت المؤسسة بتطبيق جميع أنظمة التقاعد المدنية والعسكرية منذ أول نظام صدر عام 1364 هـ وحتى صدور قرار مجلس الوزراء في 15 يونيو 2021م/ 5 ذو القعدة 1442هـ بدمجها في المؤسسة العامة للتأمينات الاجتماعية.

## التاريخ
صدر قرار مجلس الوزراء السعودي رقم 277 وتاريخ الثلاثين من شهر ذي الحجة من عام 1423 هـ بتحويل مصلحة معاشات التقاعد التي أنشئت عام 1378 هـ إلى مؤسسة عامة، وبموجب المادة الثانية من تنظيم المؤسسة الصادر بقرار مجلس الوزراء رقم 3 وتاريخ الثالث من شهر محرم من عام 1425 هـ تتمتع المؤسسة بالشخصية الاعتبارية العامة وبالاستقلال الإداري والمالي وميزانية مستقلة، وترتبط إداريا بوزير الخدمة المدنية رئيس مجلس إدارتها.
وفي 15 يونيو 2021 صدر قرار مجلس الوزراء القاضي بدمجها في المؤسسة العامة للتأمينات الاجتماعية.

## الأهداف الاستراتيجية للمؤسسة
- التميز في الخدمات التي تقدم للمتقاعدين والمستفيدين والمشتركين.
- تحسين الاستثمار وإدارة المخاطر.
- رفع كفاءة الأنظمة التقاعدية.
- تطوير الهيكل التنظيمي والصحة التنظيمية.
- تنمية وتعزيز الحوكمة.
- الارتقاء برأس المال البشري.[3]

## أنظمة التقاعد
تطبق المؤسسة العامة للتقاعد أربعة أنواع من الأنظمة التقاعدية النوع الأول يتعلق بالموظفين المدنيين، والثاني بالموظفين العسكريين والثالث بنظام تبادل المنافع والرابع بمدد الخدمة المحتسبة:

### نظام التقاعد المدني
حدد نظام التقاعد المدني الحالات التي يستحق فيها الموظف المدني معاشا تقاعديا وهي:
- المحال للتقاعد لبلوغه سن الستين سنه بشرط أن لا تقل مدة خدمته عن سنة.
- المتوفى و المفصول بسبب عجزه عن العمل بصورة قطعية مهما تكن مدة خدمته.
- المتوفى أو العاجز أثناء العمل وبسببه.
- من انتهت خدمته لأي سبب كان ولديه خدمة مدتها 25 سنة فما فوق.
- من انتهت خدمته بسبب إلغاء الوظيفة أو الفصل بقرار من مجلس الوزراء أو بأمر سام وبغير سبب تأديبيي، بشرط أن لا تقل مدة خدمته عن 15 سنة.
- المحال للتقاعد بناء على طلبه ولديه خدمة مدنية لا يقل صافي مدتها عن 20 سنه كاملة بشرط موافقة الجهة التي تملك حق تعيينه.
- المحال للتقاعد بناء على طلبه ولديه خدمة محسوبة وفق أنظمة التقاعد مجموعها 20 سنة فما فوق بشرط موافقة الجهة التي تملك حق تعيينه.[4]
- يحسب معاش الموظف المدني على أساس جزء من أربعين جزء من الراتب الأساسي الأخير عند نهاية الخدمة: المعاش المستحق = الراتب الأساسي الأخير x مدة الخدمة بالأشهر / 480

### نظام التقاعد العسكري
حدد نظام التقاعد العسكري الحالات التي يستحق فيها العسكري معاشاً تقاعدياً وهي:
- بلوغه السن المحددة للإحالة على التقاعد نظاما على أن يكون تعيينه أو اعادته للخدمة نظامية.
- من انتهت خدمته ولديه خدمة فعلية عسكرية محتسبة لا تقل عن ثمانية عشر عاماً أو بلغت خدمته الفعلية العسكرية والمدنية عشرون عاما بحيث لا تقل الخدمة الفعلية العسكرية عن ثمان سنوات.
- المحال على التقاعد المبكر بناء على طلبه، ولدية خدمة لا تقل عن خمسة عشر عاماً منها ثمان سنوات خدمة عسكرية بشرط موافقة الوزير المختص.
- من انهيت خدمته لمصلحة العمل وفقا لأنظمة الخدمة العسكرية ولديه خدمة لا تقل عن خمسة عشر عاما بحيث لا تقل الخدمة الفعلية العسكرية عن ثمان سنوات، بشرط ألا يكون إنهاء الخدمة بسبب الغياب أو بحكم تأديبي أو تم إنهاء خدمته بقوة النظام لارتكابه جريمة من الجرائم.
- المتوفى (بدون سبب العمل) أو من أنهيت خدمته لعدم اللياقة الطبية بغير سبب العمل، ويكون قد أكمل الفترة التجريبية.
- من يصاب بعجز كلي أو جزئي أثناء العمل وبسببه، أو بسبب حالة الطقس أو أمراض البيئة في جهة أمر بالخدمة بها وذلك حسب الأحوال.
- المتوفى أثناء العمل وبسببه.
- من يصاب من العسكريين بعجز كلي أو جزئي بسبب العمليات الحربية، أو بسبب الأسر، أو نتيجة إصابته خلال خدمة أمر بها أثناء مواجهة التنظيمات المسلحة المعادية، أو أثناء إطلاق النار خلال اقتحام أماكن المخربين أو مطاردة المهربين، أو أثناء مشروعات التدريب بالذخيرة الحية، أو اقتحام الموانع، أو بث الألغام أو ازالتها، أو اثناء الانزال الجوي والبحري، أو التدريب الجوي والبحري، وفي كافة الحالات المشابهة التي صدر بها قرار من مجلس الوزراء.[5]
- يحسب معاش الموظف العسكري على أساس جزء من خمسة وثلاثين جزء من الراتب الأساسي الأخير عند نهاية الخدمة: المعاش المستحق = الراتب الأساسي الأخير x مدة الخدمة بالأشهر / 420

### نظام تبادل المنافع
صدر نظام تبادل المنافع بين نظامي التقاعد المدني والعسكري ونظام التأمينات الاجتماعية بالمرسوم الملكي الكريم رقم م/53 وتاريخ 1424 هـ، وبدأ تطبيقه اعتباراً من 1424 هـ، ويهدف النظام في خدمة المشتركين وحفظ حقوقهم، وتوفير سهولة الحركة والانتقال بين القطاعين العام والخاص بهدف الاستفادة المشتركة من الخبرات بين القطاعين.

### النظام الموحد لمد الحماية التأمينية
تم إصدار النظام الموحد لمد الحماية التأمينية من قبل قادة دول مجلس التعاون الخليجي، والذي يقضي بمد مظلة النظام التقاعدي والتأميني لكل دولة على مواطنيها العاملين خارجها في أي من الدول الأعضاء بالمجلس.

## المتقاعدون
بلغ إجمالي عدد المتقاعدين حتى نهاية العام المالي 1439هـ الموافق 2017 م ما مجموعه 835,744  متقاعد، منهم 614,882 متقاعد من المتقاعدين الأحياء، بينما بلغ إجمالي عدد المتقاعدين المتوفين 220,862 متقاعد متوفي، فيما بلغت مجموع المبالغ المصروفة العام المالي 1439هـ الموافق 2017م  ما مجموعه 694,928 مليون ريال.